# Mercado Municipal da Lapa
O Mercadão da Lapa (oficialmente Mercado Municipal Rinaldo Rivetti), inaugurado em 24 de agosto de 1954, é um importante ícone, e ponto turístico da região da Lapa, bairro da zona oeste de São Paulo. Foi criado pela lei municipal nº 4.162, de 28 de dezembro de 1951. É especializado na comercialização de produtos alimentícios de todas as partes do Brasil.
O Mercadão da Lapa é um grande point da culinária da região, onde se pode encontrar diversos produtos como queijos, vinhos, frutas, azeites e carnes. Atualmente, ele conta com 96 lojas e bancas.
Localizado em frente ao Terminal Lapa da SPTrans, foi inaugurado no mesmo dia de falecimento do então Presidente da República, Getúlio Vargas. Por esse motivo, permaneceu aberto somente até as 10h, devido ao luto oficial, e não houve os fogos de artifício comemorativos planejados.
O prédio de forma triangular foi considerado, na época, um dos mais modernos e recebeu elogios de engenheiros de outros países da América Latina. Com uma área construída de 4.840 m², só havia 40 boxes prontos dos 160 planejados, a maior parte deles ocupados por comerciantes de um extinto mercadinho da Rua Clélia, quase todos imigrantes recém-chegados da Europa, principalmente da Itália.
No ano de 2013 o Mercado tornou-se famoso nas páginas policiais da imprensa quando o açougue do Box 19 foi autuado em flagrante pela Polícia Judiciária Civil de São Paulo por estar recebendo quase uma tonelada de carne de porco de origem ilegal. A carne era originada de um abatedouro clandestino do município de Itaquaquecetuba e transportada sem conservação e sem registro sanitário.
Em 2024, o Mercado da Lapa foi declarado patrimônio cultural do estado de São Paulo. Em 2009, a edificação que abriga o estabelecimento já havia sido tombada pelo CONPRESP, juntamente com outros 16 imóveis da região.